# Dolgoje (Orjol)
Dolgoje (russisch До́лгое) ist eine Siedlung städtischen Typs in der Oblast Orjol in Russland mit 4443 Einwohnern (Stand 14. Oktober 2010).

## Geographie
Der Ort liegt etwa 140 km Luftlinie südöstlich des Oblastverwaltungszentrums Orjol, knapp 5 km von der Grenze zur Oblast Kursk entfernt. Er befindet sich bei der Quelle der Dolschanka, eines rechten Zuflusses des rechten Bystraja-Sosna-Nebenflusses Tim.
Dolgoje ist Verwaltungszentrum des Rajons Dolschanski sowie Sitz und einzige Ortschaft der Stadtgemeinde (gorodskoje posselenije) Dolgoje.

## Geschichte
Die Siedlung geht auf das nahegelegene, 1782 erstmals erwähnte Dorf Dolgi Kolodes zurück, das zum Ujesd Liwny des Gouvernements Orjol gehörte. Ende der 1890er-Jahre wurde eine Eisenbahnstrecke von Liwny in südlicher Richtung vorbeigeführt, an der dort die Station Dolgaja eröffnet wurde. Um diese wuchs schnell eine Siedlung. Am 30. Juli 1928 kam sie zum neugegründeten Dolschanski rajon mit Sitz im acht Kilometer westlich gelegenen Dorf Wyschneje Dolgoje.
Im Zweiten Weltkrieg wurde der Rajon am 2. Dezember 1941 von der deutschen Wehrmacht okkupiert, aber das Gebiet östlich des Tim mit der Bahnstation und dem Rajonzentrum bereits Anfang 1942 von der Roten Armee vorübergehend zurückerobert. Am 26. Juni 1942 konnten die deutschen Truppen das Gebiet erneut einnehmen, bis es am 29. Januar 1943 endgültig befreit wurde.
Am 16. August 1944 wurde der Rajonverwaltungssitz aus dem fast völlig zerstörten Wyschneje Dolgoje in die Stationssiedlung verlegt und deren Namensform in Dolgoje geändert. Seit 20. Dezember 1974 besitzt der Ort den Status einer Siedlung städtischen Typs.

### Bevölkerungsentwicklung
| Jahr | Einwohner |
| ---- | --------- |
| 1959 | 1199      |
| 1970 | 1786      |
| 1979 | 3416      |
| 1989 | 4330      |
| 2002 | 5020      |
| 2010 | 4443      |

Anmerkung: Volkszählungsdaten

## Verkehr
In Dolgoje befindet sich die Station Dolgaja bei Kilometer 108 der auf diesem Abschnitt 1898 eröffneten Eisenbahnstrecke Werchowje – Liwny – Possjolok imeni Lenina (Station Marmyschi).
In die Siedlung führt die Regionalstraße 54K-8, die von Glasunowka durch die Rajonzentren Maloarchangelsk und Kolpna im Südosten der Oblast verläuft. Nach Norden besteht über die 54K-10 Anschluss zur föderalen Fernstraße R119 Orjol – Lipezk – Tambow beim gut 40 km entfernten, benachbarten Rajonzentrum Liwny.